# Brittain Smith and Company
Brittain Smith and Company Limited war ein Montagewerk für Kraftfahrzeuge und damit Teil der Automobilindustrie in Irland.

## Unternehmensgeschichte
Das Unternehmen wurde im September 1969 in Dublin gegründet. Es war ein Zusammenschluss der Smith Motor Group mit der B. L. N. Motor Company. Die Montage von Automobilen wurde fortgesetzt. J. W. Freeman war Vorsitzender, G. V. Brittain und C. A. Smith seine Vertreter.
Bereits 1970 wurde das Unternehmen wieder aufgesplittet. Es heißt, dass die British Leyland Motor Corporation unzufrieden damit war, dass die Smith Motor Group durch Renauto weiterhin Fahrzeuge von Renault montierte. Der Brittain-Zweig firmierte anschließend als Brittain Group.

## Fahrzeuge
Teile kamen von Austin Motor Company, Morris Motor Company und Riley. Gesichert überliefert sind Morris Minor und Riley 4/68. Daneben wurde der Mini als Austin Mini montiert.

## Produktionszahlen
Nachstehend die Zulassungszahlen von Austin-, Morris- und Riley-Fahrzeugen in Irland aus den Jahren, in denen Brittain Smith and Company sie montierte. Die Zahlen beinhalten auch die Montagen bei den Vorgänger- und Nachfolgegesellschaften, da eine Splittung innerhalb eines Jahres nicht möglich ist.
| Jahr  | Austin | Morris | Riley | Summe  |
| ----- | ------ | ------ | ----- | ------ |
| 1969  | 4.320  | 5.695  | 58    | 10.073 |
| 1970  | 4.965  | 6.321  | 7     | 11.293 |
| Summe | 9.285  | 12.016 | 65    | 21.366 |